# Jaime Cuesta

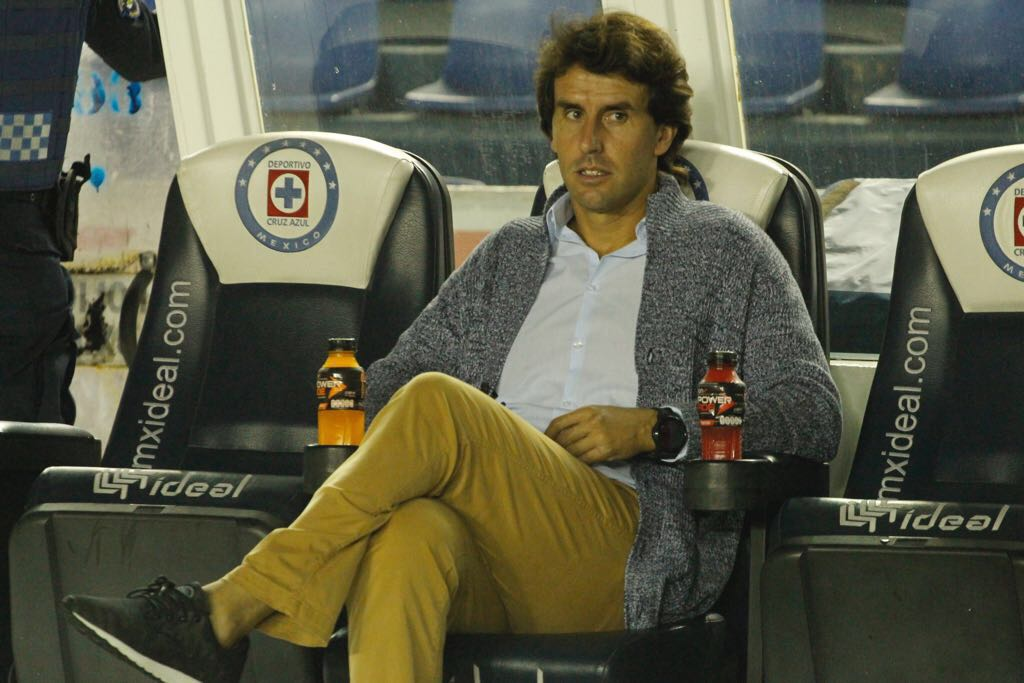
Jaime Cuesta
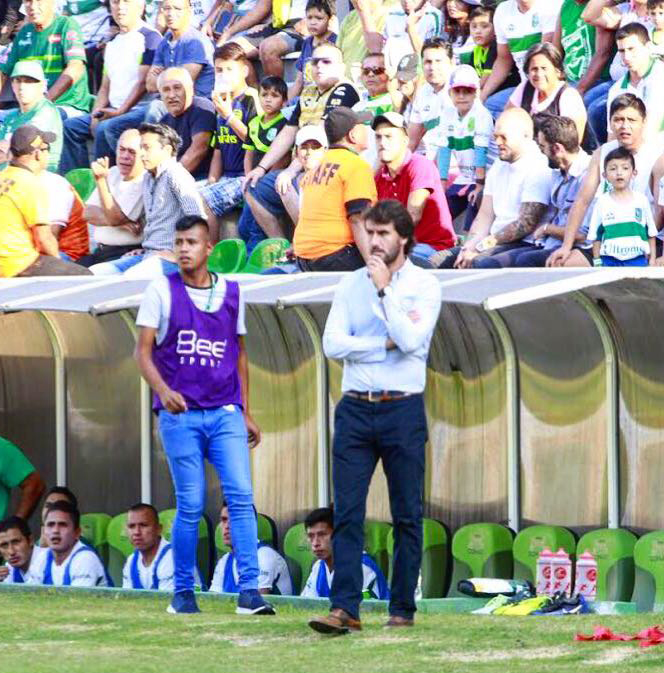
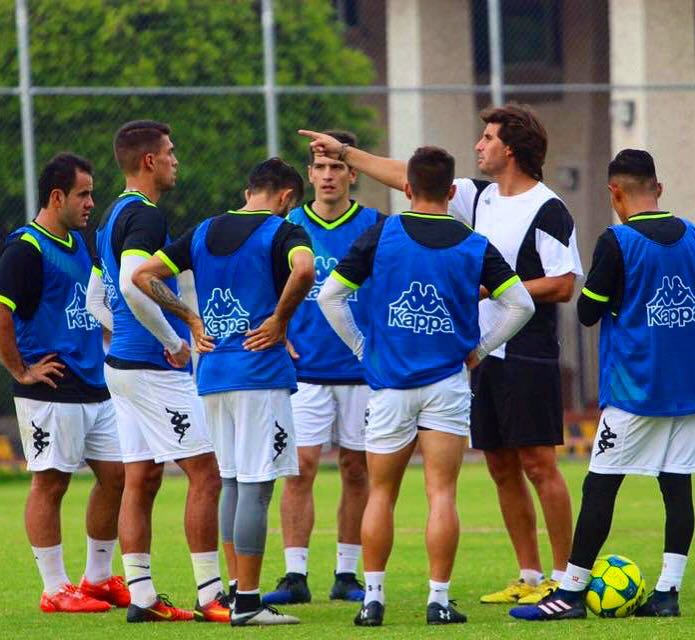
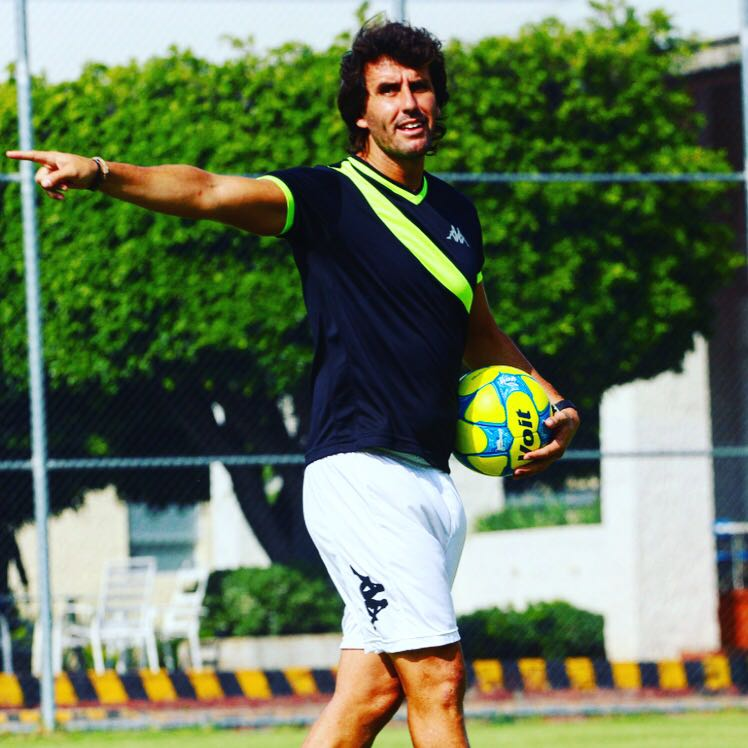

Jaime Cuesta Fanjul (nació el 19 de julio de 1981 en la Ciudad de México), es un exfutbolista, entrenador y director deportivo mexicano-español, formado en la cantera del Real Oviedo. 
Actualmente trabaja con los Gallos Blancos del Querétaro, en la Coordinación del área de Metodología.
Como jugador ocupaba la posición de delantero y desarrolló su carrera entre España y México.

## Trayectoria
A la edad de 10 años, inició su carrera en el U. P. de Langreo junto con David Villa, al poco tiempo dio el salto al Real Oviedo donde hizo todo su proceso de categorías menores. Tras el descenso del Real Oviedo es cedido a Atlético Celaya en el que debuta de la mano del entrenador Carlos de los Cobos y comparte vestuario con jugadores como Javier Manjarín, Diego Latorre y Ricardo Bango.
Tras un año en Celaya vuelve a ser prestado por el Real Oviedo al Atlante y tras finalizar su contrato regresó a España para jugar en el Deportivo Alavés.
Posteriormente jugó en Club Deportivo Palencia Balompié, Unión Popular de Langreo, Club Deportivo Toledo y Universidad de Oviedo. Después de una operación por rotura del quinto metatarsiano del pie y dos operaciones de ligamento cruzado anterior hacen que esté a punto de dejar el fútbol, no sin antes probar suerte en Chicago Fire de la Major League Soccer y Ujpesti Budapest F.C.
En el 2009, de la mano de Miguel Ángel Brindisi regresó a la Primera División de México, para formar parte de Jaguares de Chiapas; llegó junto a Neri Cardozo de Boca Juniors, Javier Gandolfi de Arsenal de Sarandí y Oribe Peralta de Club Santos Laguna; aunque tuvo mayor regularidad con Jaguares B, filial del primer equipo en la Primera División A.
En 2011 ingresa a la Escuela Asturiana de Entrenadores de Fútbol y tres años más tarde se gradúa como Titulado Nacional Nivel 3 por la Real Federación de Fútbol Española de Fútbol.
En septiembre del 2016 ostentó el cargo como director deportivo en CORAS FC de la Liga de Ascenso de México, donde tiene la oportunidad de trabajar con Hernán Cristante y Ramón Morales, calificando por primera vez en su historia a la siguiente ronda de la Copa MX, eliminando a los Rojinegros del Atlas, club de Primera División.
En mayo del 2017, actuó como auxiliar técnico en el Atlético Zacatepec, donde consiguen el pase a liguilla por el ascenso a Primera División y la calificación a la siguiente ronda de la Copa MX, eliminando a Tigres.
En Diciembre se incorporó al Querétaro, club de Primera División, donde fungirá como Coordinador de Metodología de entrenamiento del club tanto con la dirección de Grupo Imagen como Grupo Caliente donde:
-. El club refuerza su presencia internacional ganando La Copa Dallas de categorías inferiores y donde llega a ser invitado al Súper Grupo del torneo consiguiendo empatar en la primera posición con Arsenal F.C.  en varias ocasiones.
-. La formación de jugadores jóvenes y su presencia en el primer equipo es recurrente y donde se realizan transferencias importantes como la de Luis Romo.

## Clubes

### Futbolista
| Club                     | Lugar  | Año           |
| ------------------------ | ------ | ------------- |
| Atlético Celaya          | México | 2001          |
| Atlante                  | México | 2002          |
| Deportivo Alavés B       | España | 2002-2003     |
| CF Palencia              | España | 2003-2004     |
| UP Langreo               | España | 2004-2005     |
| Astur CF                 | España | 2005-2006     |
| CD Toledo                | España | 2006-2007     |
| AD Universidad de Oviedo | España | 2007-2008     |
| Jaguares de Chiapas      | México | Clausura 2009 |
| AD Universidad de Oviedo | España | 2014          |